# Monori István
Monori István (Gyula, 1932. július 31. –) magyar diplomata. 1983–1986 között Magyarország főkonzulja volt az Ukrán SZSZK-ban és a Moldáv SZSZK-ban, 1993-tól 1995-ig ungvári magyar főkonzul volt.

## Életrajza
Szülővárosában járt gimnáziumba. Később a Szovjetunióban, Leningrádban járt egyetemre.
A Kulturális Kapcsolatok Intézetében (KKI) kezdett dolgozni 1954-től. Később a Külügyminisztérium munkatársa lett, ahol 37 évesen lett főosztályvezető. 1971–1975 között Magyarország moszkvai nagykövetségen dolgozott rendkívüli követ és követtanácsosi rangban. 1975-ben a Külügyminisztérium külpolitikai elemző és tervező osztály vezetőjévé nevezték ki. 1983–1986 között Kijevben volt az Ukrán SZSZK és Moldáv SZSZK-ba akkreditált főkonzul.
1993-ban, már nyugdíjasként ungvári magyar főkonzulnak nevezték ki. A főkonzulátust 1995-ig vezette.
1995-től mintegy 10 éven keresztül a Szabolcs-Szatmár-Bereg Megyei Közgyűlés elnökének, Gazda Lászlónak a külügyi tanácsadója volt. E minőségében jelentős szerepe volt az ukrán–magyar határmenti együttműködés fejlesztésében és a Kárpátok Eurorégió létrehozásában.